# Helge Holst
Helge Holst, född 4 juli 1871 i Ærøskøbing, död 28 november 1944, var en dansk fysiker och författare.
Holst blev student 1889 och cand.mag. 1893. Han verkade kort tid som assistent vid Polyteknisk Læreanstalt och som lärare, men bedrev därefter uteslutande vetenskaplig och litterär verksamhet. Han skrev en rad populärvetenskapliga verk, vilka vann stor spridning. Han var redaktör för "Frem" 1908–1918. Under senare ägnade han sig åt relativitetsteorin, främst dess erkännandehistoriska sida, till vilken han har gav ett betydelsefullt bidrag och behandlade även detta ämne i populär form. 